# Julien Morice
Julien Morice (Vannes, 20 luglio 1991) è un ciclista su strada e pistard francese, professionista dal 2015 al 2022 e medaglia di bronzo nell'inseguimento individuale ai Mondiali su pista 2015.

## Palmarès

### Strada
- 2012 (Vendée U, una vittoria)

2ª tappa Saint-Brieuc Agglo Tour (Pordic, cronometro)
- 2013 (Vendée U, una vittoria)

Chrono des Achards (cronometro)
- 2014 (Vendée U, una vittoria)

2ª tappa Saint-Brieuc Agglo Tour (Pordic > Saint-Brieuc, cronometro)
- 2018 (Vital Concept, una vittoria)

1ª tappa Sharjah Tour (Sharjah, cronometro)

#### Altri successi
- 2013 (Vendée U)

3ª tappa Tour d'Eure-et-Loir (Bonneval, cronosquadre)
Beauvoir-sur-Mer
3ª tappa Tour de Seine-Maritime (Montivilliers, cronosquadre)
2ª tappa Grand Prix Cycliste de Machecoul (Machecoul, cronosquadre)

### Pista
- 2008 (Juniores)

Campionati europei, Inseguimento a squadre Junior (con Julien Duval, Emmanuel Kéo e Erwan Téguel)
- 2009 (Juniores)

Campionati francesi, Inseguimento individuale Junior
- 2010

Campionati francesi, Inseguimento a squadre (con Benoît Daeninck, Damien Gaudin e Bryan Nauleau)
- 2011

Campionati francesi, Inseguimento a squadre (con Bryan Coquard, Benoît Daeninck, Damien Gaudin e Morgan Lamoisson)
- 2013

Campionati francesi, Inseguimento a squadre (con Thomas Boudat, Romain Cardis e Maxime Piveteau)
- 2014

Campionati francesi, Inseguimento individuale
Campionati francesi, Inseguimento a squadre (con Thomas Boudat, Lucas Destang e Jean-Marie Gouret)
- 2015

Open des Nations, Inseguimento a squadre (Roubaix, con Maxime Daniel, Julien Duval e Corentin Ermenault)
Campionati francesi, Inseguimento a squadre (con Thomas Boudat, Bryan Coquard e Bryan Nauleau)
Campionati francesi, Omnium

## Piazzamenti

### Grandi Giri
- Vuelta a España

2016: 150º

### Classiche monumento
- Giro delle Fiandre

2016: ritirato
2017: 95º
2018: ritirato
2019: ritirato
2022: 103º
- Parigi-Roubaix

2015: 128º
2016: ritirato
2017: ritirato
2018: 53º
2019: ritirato
2022: 53º

### Competizioni mondiali
- Campionati del mondo su pista

Città del Capo 2008 - Inseguimento a squadre Junior: 4º
Mosca 2009 - Inseguimento a squadre Junior: 5º
Mosca 2009 - Inseguimento individuale Junior: 9º
Copenaghen 2010 - Inseguimento individuale: 21º
Copenaghen 2010 - Inseguimento a squadre: 9º
Apeldoorn 2011 - Inseguimento a squadre: 12º
Apeldoorn 2011 - Inseguimento individuale: 9º
Saint-Quentin-en-Yvelines 2015 - Inseguimento a squadre: 7º
Saint-Quentin-en-Yvelines 2015 - Inseguimento individuale: 3º

### Competizioni europee
- Campionati europei su pista

Pruszków 2008 - Inseguimento a squadre Junior: vincitore
Pruszków 2008 - Scratch Junior: 14º
Minsk 2009 - Inseguimento a squadre Junior: 3º
Minsk 2009 - Inseguimento individuale Junior: 8º
Minsk 2009 - Scratch Junior: 16º
San Pietroburgo 2010 - Inseguimento individuale Under-23: 4º
San Pietroburgo 2010 - Inseguimento a squadre Under-23: 3º
San Pietroburgo 2010 - Scratch Under-23: 16º
Pruszków 2010 - Inseguimento a squadre: 6º
Apeldoorn 2011 - Inseguimento a squadre: 9º
Anadia 2013 - Inseguimento individuale Under-23: 4º
Anadia 2013 - Inseguimento a squadre Under-23: 2º
Anadia 2013 - Scratch Under-23: 18º
Apeldoorn 2013 - Inseguimento a squadre: 11º
Baie-Mahault 2014 - Inseguimento a squadre: 4º
Baie-Mahault 2014 - Inseguimento individuale: 9º
Grenchen 2015 - Inseguimento a squadre: 4º
Grenchen 2015 - Inseguimento individuale: 4º